# Бахти, Мехмон Мухаббатович
Мехмон Мухаббатович Бахти (тадж. Меҳмон Бахтӣ; 25 марта 1945, Шуле, Гармский район — 20 мая 2022, Душанбе) — советский и таджикский писатель и драматург, народный писатель Таджикистана. Председатель Союза писателей Таджикистана (2004-2015).

## Биография
Родился в с. Шули Гармского района (ныне Раштский).
Окончил Новобадское педучилище (1958) и историко-филологический факультет Душанбинского государственного педагогического института им. Т. Г. Шевченко (1963). В 1973—1975 годах учился на высших литературных курсах при Литературном институте им. Горького в Москве.
В 1963-1973 и 1975-1978 гг. работал редактором, заместителем главного редактора студии «Таджикфильм», главным редактором молодёжной редакции, главным редактором литературно-драматических программ Душанбинской студии телевидения, заведующим литературной частью Таджикского государственного академического театра драмы им. Лахути. Был одним из организаторов телевизионных клубов «Чойхонаи дилкушо», «Ходи и Шоди».
На Таджикском телевидении были поставлены его одноактные пьесы «Память прошлого» (1964), «Братья» (1965). В 1967 г. написал драму «Минута вечности», которая была опубликована в журнале «Садои шарк», а в 1972 г. поставлена в Таджикском государственном академическом театре драмы им. А. Лахути.  Драма «Жажда встречи» (1969) поставлена в Ленинабаде на сцене Республиканского театра музыкальной комедии им. Пушкина. В 1973 году написал драму «Ах, молодость, молодость», за которую стал лауреатом премии Всесоюзного конкурса Союза писателей СССР и Министерства культуры СССР (1978).
Повесть «Хубон» (1982) опубликована в журнале Союза писателей СССР «Дружба народов» и была удостоена премии имени Николая Островского. Она издана отдельной книгой в Турции, Грузии, Киргизии и Туркменистане.
В 1978-1981 годах директор Дома литераторов им. М. Турсун-заде. С 1981 года председатель Совета по работе с молодыми авторами, затем - председатель Центра пропаганды литературы Союза писателей Таджикистана.
В 1995—2000 — народный депутат Маджлиси Оли от 35-го Гармского округа, председатель комиссии по депутатской этике и привилегиям.
С 2004 по 2015 г. председатель Союза писателей Таджикистана.
В 2005—2010 гг. депутат Маджлиси Милли Маджлиси Оли РТ 3-го созыва.
Автор повестей, рассказов, пьес и стихов. Автор сценариев телевизионных фильмов «Қараван дружбы» (1968) , «Поет Нукра Рахматова» (1970).
Его пьеса «Разбойник и гончар» в 1980-е годы ставилась на сценах театров Таджикистана, Узбекистана, Киргизии, Азербайджана, Туркменистана и России. Автор драмы «Шои Исмоил Самони» (поставлена в Таджикском Государственном Академическом театре им. А.Лахути).
Лауреат государственной премии имени Абуабдулло Рудаки. Заслуженный деятель культуры Таджикистана. Награждён орденами «Шараф», «Исмоили Сомони» и тремя медалями.
Умер в г. Душанбе. Похоронен на кладбище Лучоб.

## Труды
Сочинения:
- Пьесы : [Для сред. и ст. школ. возраста] / Мехмон Бахти. — Душанбе : Маориф, 1982. — 192 с.; 20 см.
- Земли и времени властелин : Повести и рассказы / Мехмон Бахти. — Душанбе : Ирфон, 1987. — 284,[1] с. : ил.; 20 см.
- Повести и рассказы [Текст] / Мехмон Бахти. — Душанбе : Адиб, 2008. — 287 с.; 21 см; ISBN 978-9994757-62-6
- Сладкое воспоминание : [Стихи, Для сред. и ст. шк. возраста] / Мехмон Бахти; [Худож. В. Пулатов]. — Душанбе : Маориф, 1985. — 46 с. : ил.; 20 см.
- Ах, молодость, молодость… : (Пьесы) / Мехмон Бахти; [Худож. А. Султонова]. — Душанбе : Адиб, 1988. — 297,[2] с. : ил.; 20 см.
- Минута вечности : Пьесы. Пер. с тадж. / Мехмон Бахти; [Худож. С. Бейдерман]. — Москва : Сов. писатель, 1983. — 272 с. : ил.; 21 см.
- Слезы, радости и печаль : Повести : Авториз. пер. с тадж. / Мехмон Бахти; [Худож. А. Матрешин]. — Москва : Сов. писатель, 1990. — 219,[2] с. : ил.; 20 см; ISBN 5-265-01383-0
- Мехмоя Бахти. Старик. Повесть. Перевод с таджикского Валерия Tальвика. Журнал «Памир», 1988, № 9.